# Hayashi Razan
Hayashi Razan, även känd som Hayashi Doshun, född 1583, död 7 mars 1657, var en japansk lärd.
Hayashi var en av de ledande förkämparna för kinesisk lärdom och konfucianska ideal under Tokugawaväldets första blomstringstid. Utnämnd till doktor och 1:e sekreterare hos shogunregeringen i Edo, bekämpade han ivrigt buddhakyrkornas stora politiska makt. 
Som en framstående filolog, författade han ett par hundra volymer i historiska, filosofiska och religiösa ämnen och utövade ett starkt andligt inflytande på sin samtid.
Razan, som var ytterst fientligt inställd till kristendomen, var en av de inflytelserikaste av shogun Tokugawa Iemitsus rådgivare och medverkade i denna egenskap till det skoningslösa utrotandet av den främmande religionen och till avspärrningspolitiken gentemot Europa. Han författade också tre stridsskrifter mot kristendomen.